# Anton Borrell Marcó
Anton Borrell Marcó (Reus, Baix Camp, 21 de desembre de 1939 - 1985), fou un polític català.

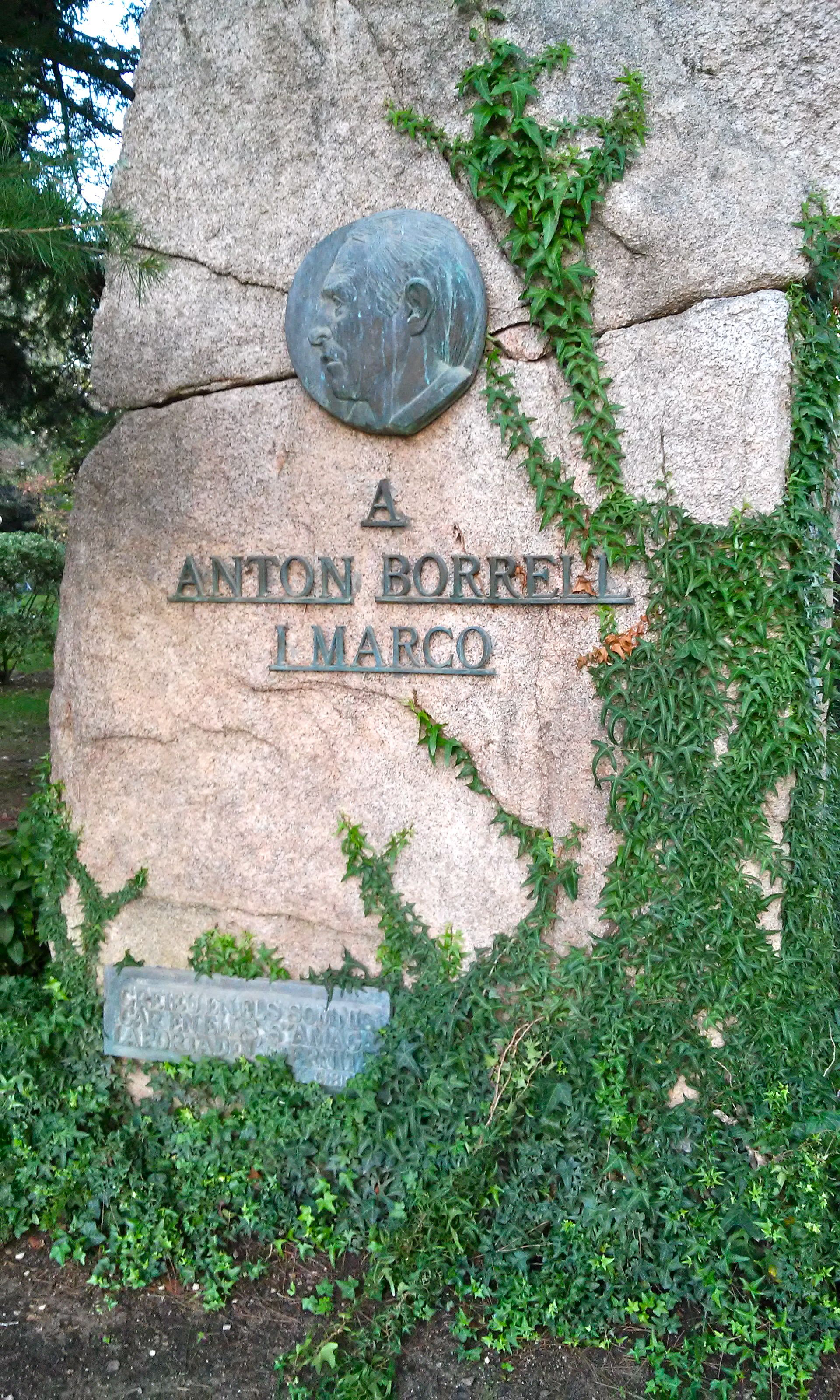
Monòlit d'homenatge a Anton Borrell al parc de sant Jordi de Reus

D'una família influent en l'àmbit local, va estudiar Dret a Barcelona i es va instal·lar com a advocat a la Ciutat Comtal, però tornà a Reus. Tenia també la carrera de magisteri i va donar classes, junt amb la seva dona, a l'Escola Maria Cortina, de la qual la seva mare n'era directora. El 1978 va ser un dels impulsors del setmanari Mestral, que no va tenir llarga vida. No va participar en política durant la transició; procedent de Convergència Socialista de Catalunya, va continuar al Partit dels Socialistes de Catalunya (PSC) i va ser nomenat el 1980 cap del Servei Territorial del Departament de Treball, i a les eleccions de 1982 va anar de primer a la seva ciutat. L'alcalde Carles Martí Massagué, de 76 anys, va deixar el lloc, que va ocupar Borrell el 1983 i llavors va deixar el seu càrrec a la Generalitat. Va redactar un projecte de creixement econòmic i urbanístic de Reus amb el nom de Pla de reactivació de la ciutat i va inaugurar el 1983 el nou Mercat del Carrilet, donant a la part sud de la ciutat un punt de venda a la menuda de productes de proximitat.
El 1985 va morir en un accident de trànsit a la carretera de Reus a Cambrils, la TV-3141. Els seus companys li van dedicar un monument al Parc de Sant Jordi.